# 아사히나 미라이
아사히나 미라이(일본어: 朝日奈 みらい, 한국명: 선미래)는 토에이 애니메이션 제작의 애니메이션《마법사 프리큐어!》에 등장하는 가공의 인물이다. 애니메이션에서 목소리를 연기한 성우는 일본판은 타카하시 리에, 한국판은 한경화이다.

## 프로필
※. 일본판 / 한국판 順
| 아사히나 미라이 / 선미래 | 아사히나 미라이 / 선미래   |
| ------------------------ | -------------------------- |
| 성별                     | 여자                       |
| 나이                     | 13세                       |
| 생일                     | 6월 12일                   |
| 별자리                   | 쌍둥이자리                 |
| 신분                     | 학생                       |
| 소속                     | 마법학교, 츠나기 제1중학교 |
| 포지션                   | 주인공, 주연               |
| 변신체                   | 큐어 미라클                |
| 상징색                   | 분홍색                     |
| 등장 프리큐어 시리즈     | 마법사 프리큐어!           |

## 인물
니시마호계에 사는 여자아이로 이상하거나 재밌는 일을 좋아하는 편이며 곰 인형 모후룬을 가지고 다닌다. 프리큐어가 된 것을 계기로 마법학교에 입학하였으며 어떤 상황에서도 포기하지 않는 긍정적인 성격을 가지고 있다. 원래는 보통 여자아이나 다름이 없지만 리코를 만나면서 무의식적으로 마법을 발동하는 일이 많아졌다. 마법실력은 괜찮은 편이지만 공부(특히 수학)를 못한다.

## 큐어 미라클
아사히나 미라이가 프리큐어로 변신하게 된 모습. 상징색은 분홍색이다.

### 변신 스타일
- 다이아 스타일
- 루비 스타일
- 사파이어 스타일
- 토파즈 스타일
- 알렉산드라이트 스타일